# Utricularia micropetala
Utricularia micropetala är en tätörtsväxtart som beskrevs av James Edward Smith. Utricularia micropetala ingår i släktet bläddror, och familjen tätörtsväxter. Inga underarter finns listade i Catalogue of Life.